# Formula E

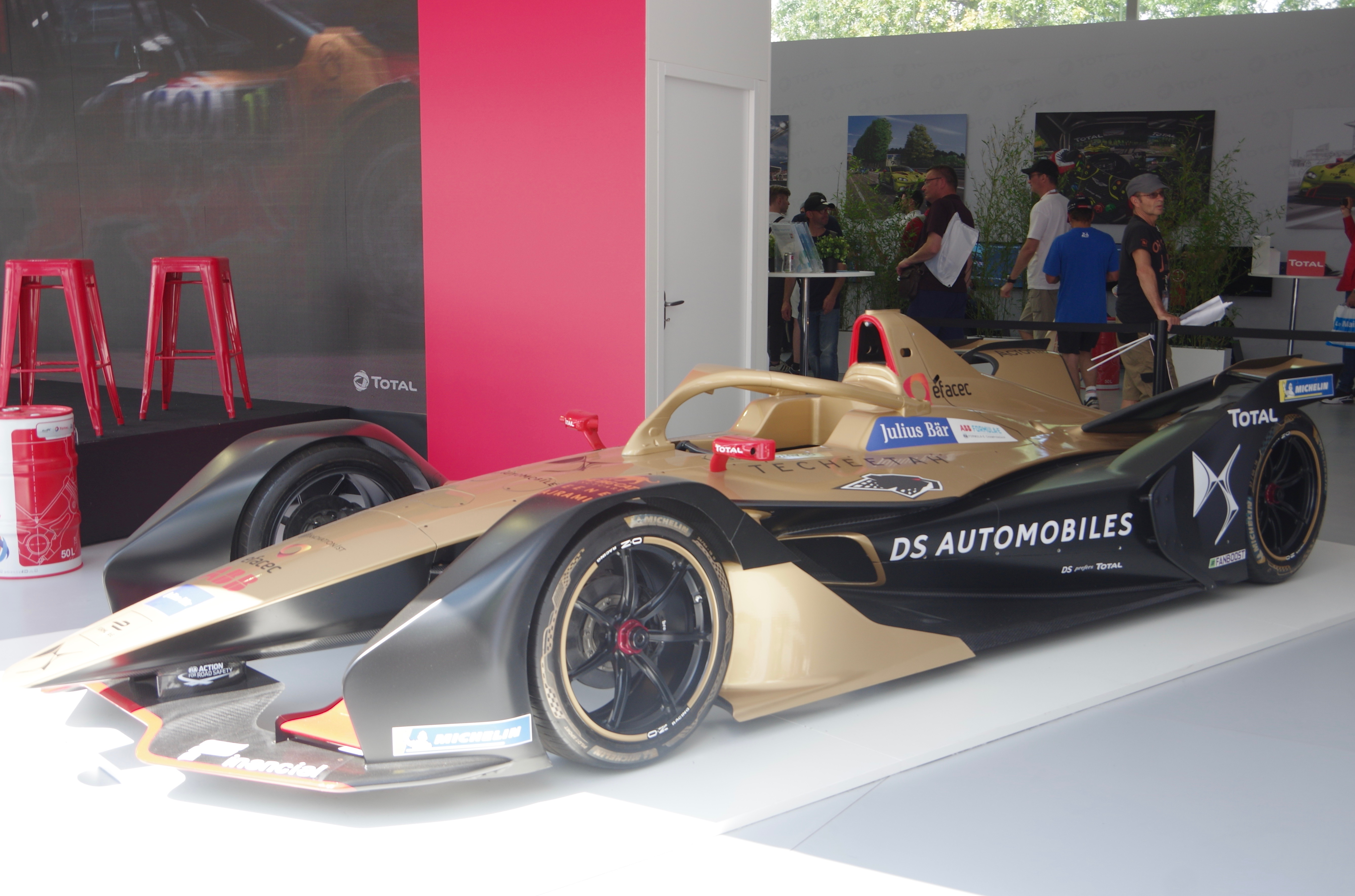
Monopostul 2019 al echipei castigatoare Techeetah

Formula E, cunoscută sub numele de ABB FIA Formula E din motive de sponsorizare, este un sport cu motor, un campionat de curse auto, care folosește doar mașini electrice. Seria a fost concepută în 2011, iar campionatul inaugural a început la Beijing în septembrie 2014. Este sancționat de FIA. 

## Primul sezon (2014)
Nelson Piquet, Jr., fiul lui Nelson Piquet a castigat primul campionat de Formula E, in 2014.
Prima cursa, la Beijing, a fost castigata de di Grassi, in urma unui accident grav al lui Heidfeld cu Buemi, Lucas fiind al doilea in clasament si Sebastien al treilea.

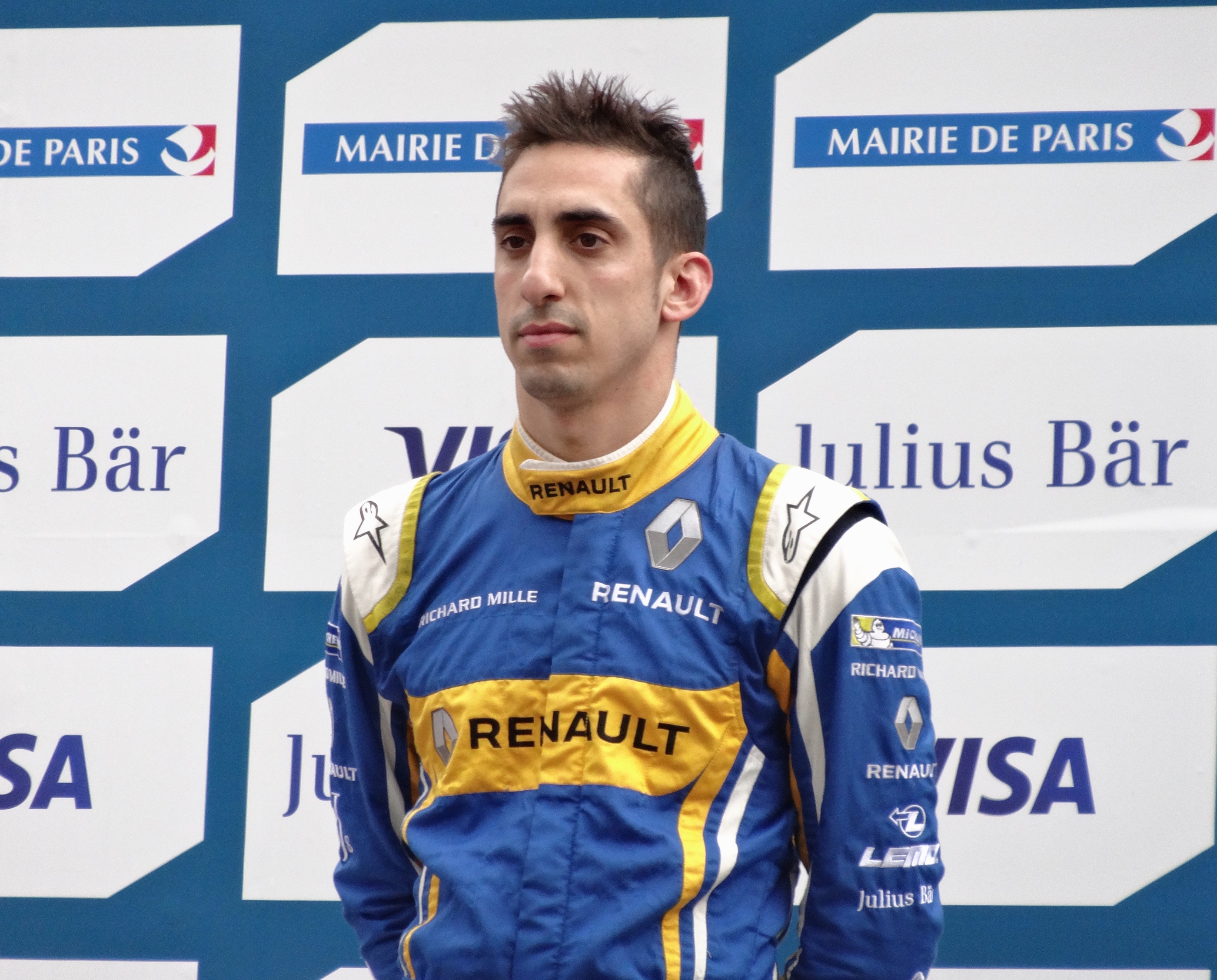
Sébastien Buemi, cel mai titrat pilot al seriei.

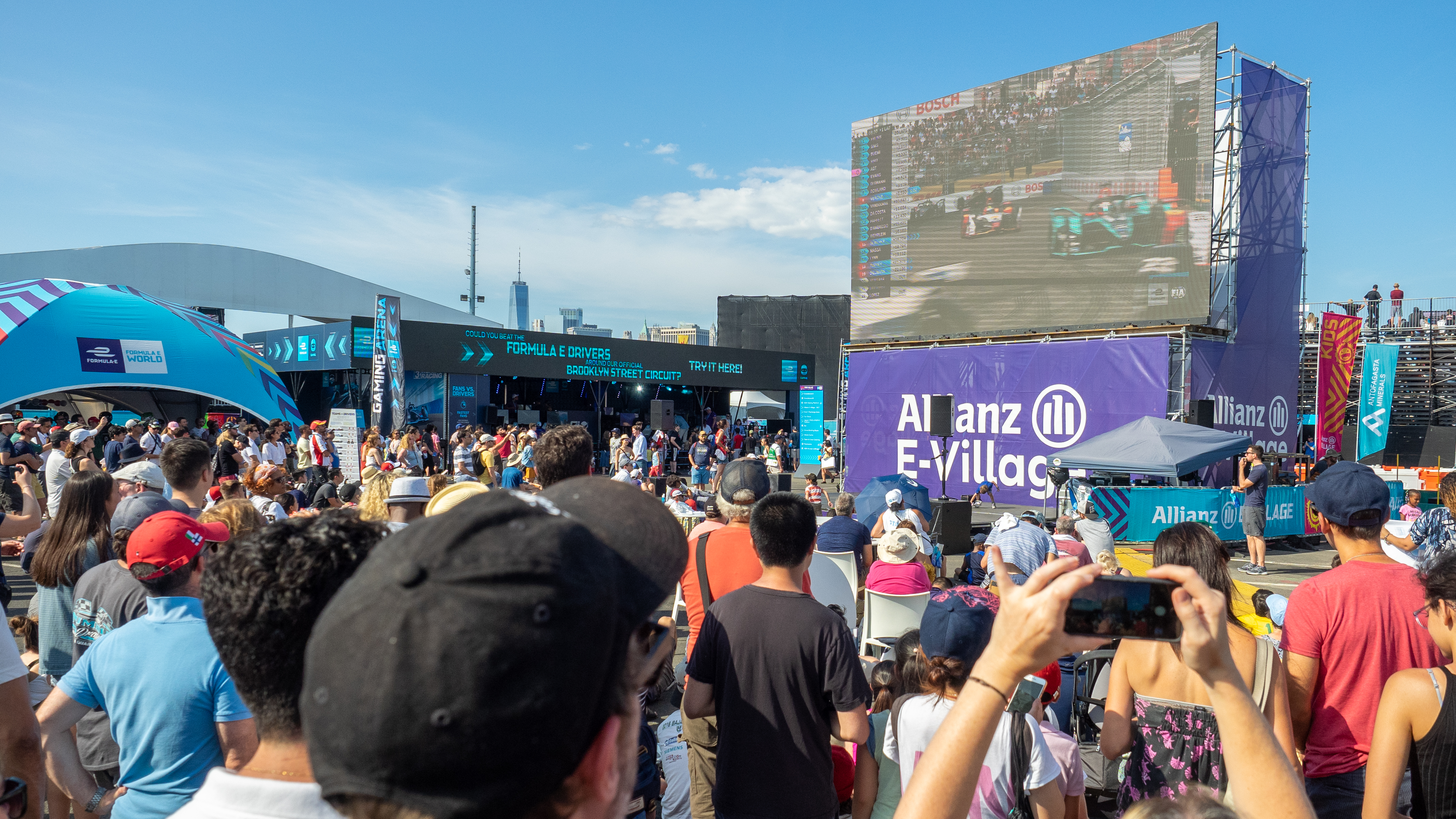
Fanii urmaresc cursa de la New York din Allianz e-Village

## Al doilea sezon (2015)
Buemi a castigat titlul, Di Grassi al doilea si Nico Prost al treilea.

## Sezonul trei (2016)

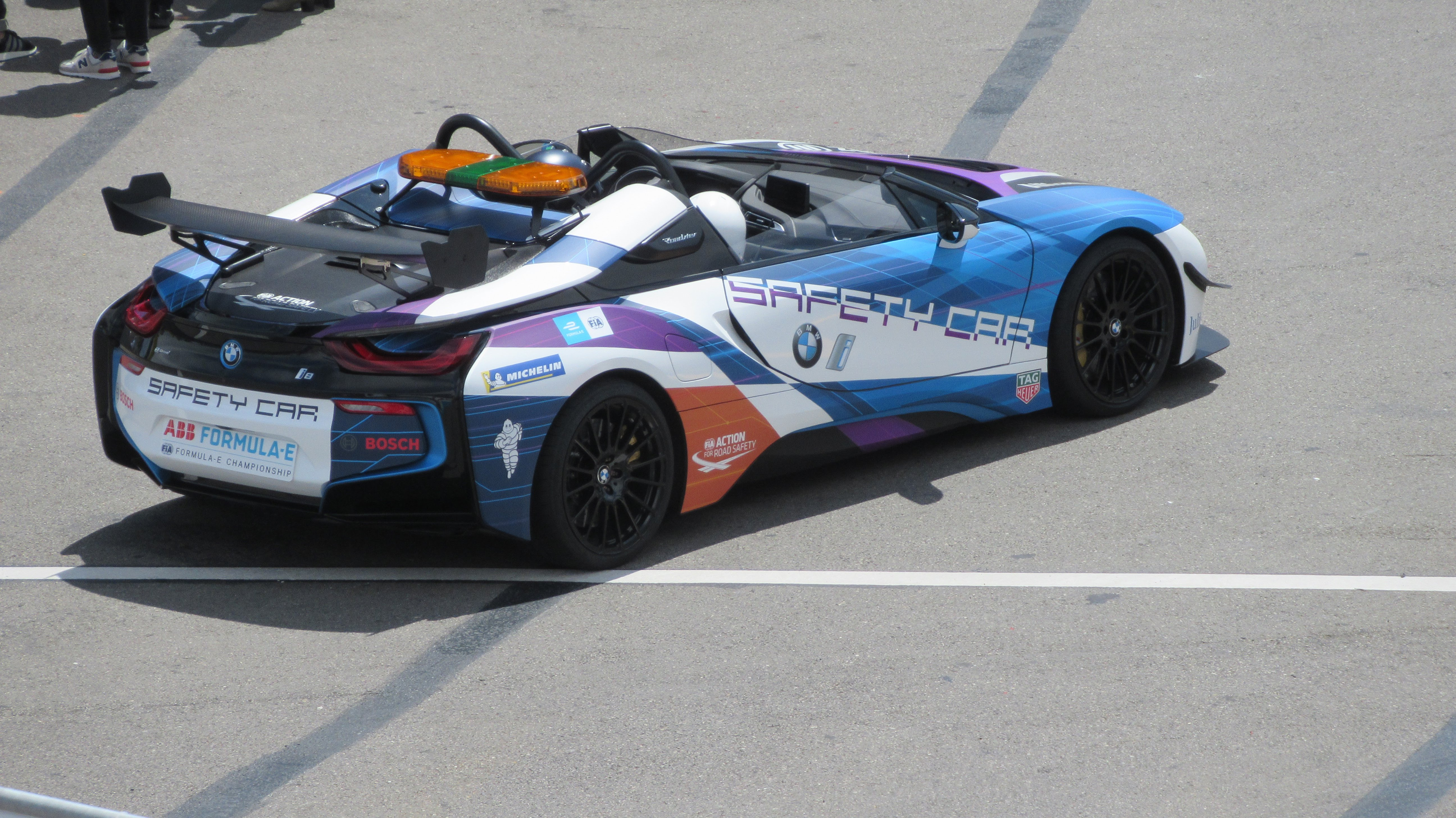
Safety Car-ul utilizat incepand cu cursa de la Berlin din Sezonul 5

Di Grassi a castigat campionatul, cu rivalul de lunga durata Buemi al doilea si Felix Rosenqvist al treilea.

## Sezonul patru (2017)
Jean Vergne, cu Grassi al doilea si Buemi al treilea au format podiumul in clasament si pe cel final. Mai multe recorduri au fost stabilite.

## Sezonul cinci (2018)
Au fost 8 castigatori in primele 8 curse, Vergne castigand din nou, cu Buemi al doilea, di Grassi al treilea si Mitch Evans al patrulea.

## Sezonul sase (2019)
Au debutat Mercedes si Porsche. Bird si Sims au castigat primele doua curse din Arabia. La marele premiu de la Santiago, s-a impus Maximilian Guenther dupa un pole position al lui Mitch Evans. La 2 saptamani distanta, Evans s-a impus pentru a doua oara in cariera, iar Da Costa s-a impus si el in Maroc. Din cauza pandemiei de coronavirus din 2020, sezonul a fost intrerupt in martie , si a fost reluat in August, cu ultimele 6 curse avand loc la Berlin. Antonio Felix da Costa a câștigat primul său titlu de campion al seriei. 

## Sezonul 7 (2021)

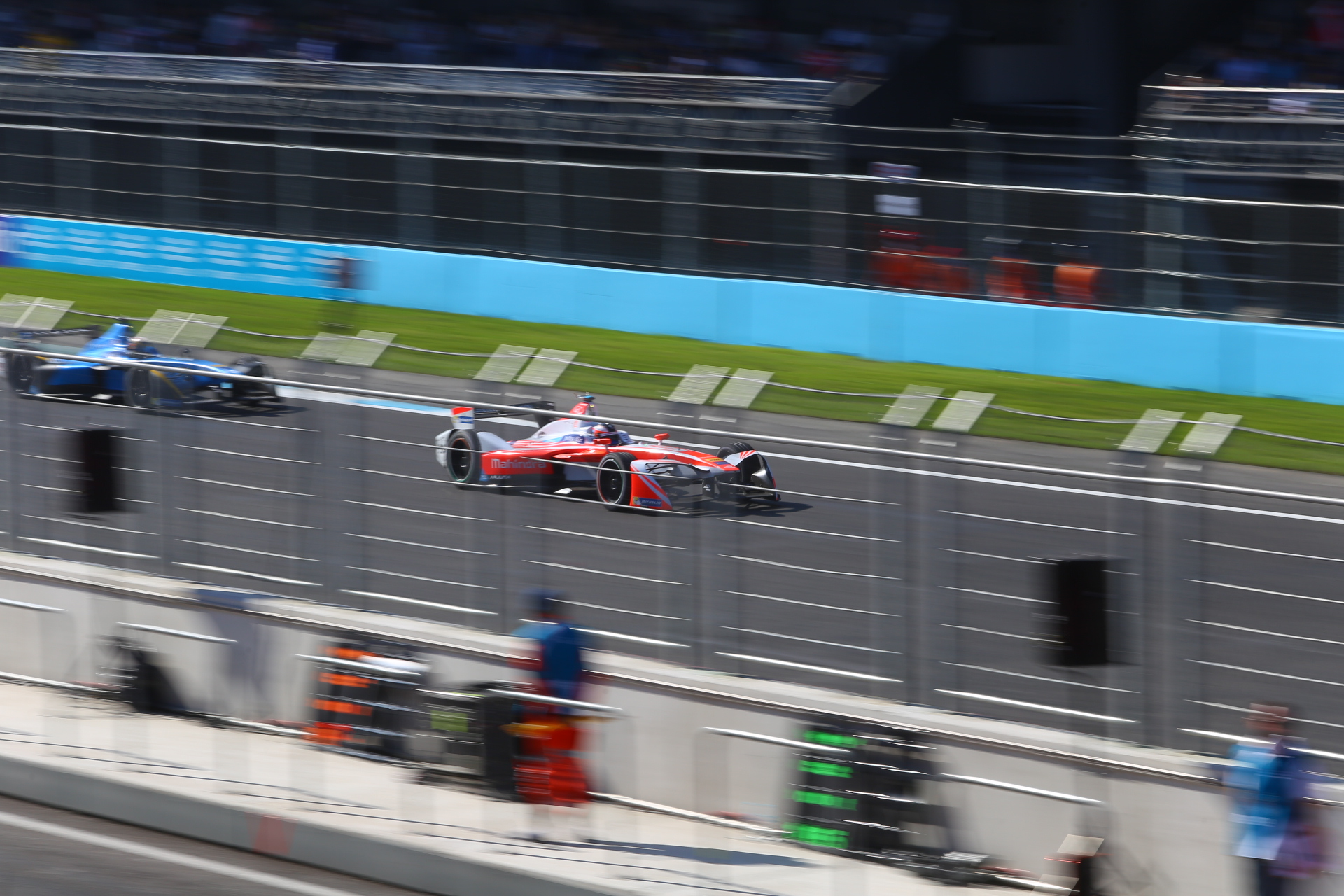
In Formula E, toate circuitele sunt stradale.

Monoposturilor li s-au adus modificari minore pentru al 7-lea supersezon din istoria competitiei, care a inceput in Ad Diriyah in februarie 2021 si s-a terminat in august, cu etapa dublă de pe circuitul de la Aeroportul Templehof din Berlin, în urma căreia primul campion mondial a fost Nyck De Vries.